# Dasophrys carinatus
Dasophrys carinatus là một loài ruồi trong họ Asilidae. Dasophrys carinatus được Londt miêu tả năm 1981. Loài này phân bố ở vùng nhiệt đới châu Phi.